# Đảng Cộng sản Nepal
Đảng Cộng sản Nepal (NCP) là đảng chính trị cầm quyền ở Nepal và là đảng cộng sản lớn nhất ở Nam Á và lớn thứ ba ở châu Á. Nó được thành lập vào ngày 17 tháng 5 năm 2018, từ sự thống nhất của hai đảng cánh tả, Đảng Cộng sản Nepal (Chủ nghĩa Mác - Lênin Thống Nhất) và Đảng Cộng sản Nepal (Chủ nghĩa Mao Trung dung). Việc thống nhất được hoàn thành bởi Ủy ban điều phối thống nhất của Đảng, sau tám tháng lập kế hoạch. Hai đảng tiền nhiệm sau đó đã giải tán, nhường chỗ cho đảng thống nhất mới. Đảng vẫn giữ biểu tượng bầu cử của CPN (chủ nghĩa Mác-Lênin Thống nhất) là mặt trời. Đảng NCP là đảng chính trị lớn nhất tại Hạ viện, Quốc hội và tất cả các hội đồng cấp tỉnh trừ tỉnh số 2. KP Sharma Oli, Thủ tướng Nepal kể từ ngày 15 tháng 2 năm 2018, và cựu Thủ tướng Nepal Pushpa Kamal Dahal đồng giữ chức chủ tịch của đảng.Đảng Cộng sản Nepal (Chủ nghĩa Mác - Lênin Thống Nhất) và Đảng Cộng sản Nepal (Chủ nghĩa Mao Trung dung) giải tán các ủy ban trung ương của họ vào ngày 17 tháng 5 năm 2018 và đảng mới được thành lập cùng ngày. Khadga Prasad Oli và Pushpa Kamal Dahal sẽ đồng giữ chức chủ tịch của đảng cho đến khi một đại hội được tổ chức. Đảng này đổi tên thành Đảng Cộng sản Nepal (Nepal Communist Party, NCP) sau khi Ủy ban bầu cử Nepal từ chối đăng ký tên gọi vì đã có một đảng khác gọi là Đảng Cộng sản Nepal (Communist Party of Nepal, CPN) đã đăng ký tên này.
Madhav Kumar Nepal trở thành một trong những chủ tịch của Đảng Cộng sản Nepal, cùng với Prachanda, thay cho KP Oli kể từ ngày 22 tháng 12 năm 2020.

## Tư tưởng
Là một phần của thỏa thuận sáp nhập, hệ tư tưởng của đảng sẽ bao gồm chủ nghĩa Marx - Lênin và ủng hộ hệ thống đa đảng ở Nepal, trong khi chính đảng sẽ vẫn thế tục và chịu sự chi phối của chế độ tập trung dân chủ.